# 아키타현 제2구
아키타현 제2구(일본어: 秋田県第2区)는 일본의 중의원 선거구이다. 1994년 공직선거법이 개정되면서 신설되었다.

## 지역
- 노시로시
- 오다테시
- 오가시
- 가즈노시
- 기타아키타시
- 가타가미시
- 가즈노군
- 기타아키타군
- 야마모토군
- 미나미아키타군

오가·미나미아키 지구(현재의 오가 시, 가타가미 시, 미나미아키타 군)는 2002년까지 1구의 일부였다.

## 역대 국회의원
| 선거          | 선거          | 의원            | 정당   |
| ------------- | ------------- | --------------- | ------ |
|               | 1996년 제41회 | 노로타 호세이   | 자민당 |
| 2000년 제42회 |               | 노로타 호세이   | 자민당 |
| 2003년 제43회 |               | 노로타 호세이   | 자민당 |
|               | 2005년 제44회 | 노로타 호세이   | 무소속 |
|               | 2009년 제45회 | 가와구치 히로시 | 무소속 |
|               | 2012년 제46회 | 가네다 가쓰토시 | 자민당 |
| 2014년 제47회 |               | 가네다 가쓰토시 | 자민당 |
| 2017년 제48회 |               | 가네다 가쓰토시 | 자민당 |